# Posen (Michigan)
Pour les articles homonymes, voir Posen (homonymie).
Posen est un village du comté de Presque Isle, dans l'État du Michigan, aux États-Unis. En 2020, il comptait une population de 270 habitants.